# Alexandra Probst
Alexandra Probst (1965) è un'ex sciatrice alpina austriaca.

## Biografia
Slalomista pura, la Probst vinse la medaglia di bronzo ai Mondiali juniores di Auron 1982; non prese parte a rassegne olimpiche né ottenne piazzamenti in Coppa del Mondo o ai Campionati mondiali.

## Palmarès

### Mondiali juniores
- 1 medaglia:
  - 1 bronzo (slalom speciale ad Auron 1982)